# Samorost 3
Samorost 3 — компьютерная игра в жанре квеста c элементами головоломки, разработанная Amanita Design. Это третья игра студии, повествующая о приключениях Гнома и первая полновесная игра серии Samorost с полной HD-графикой.

## Сюжет
Игра начинается с момента, когда волшебная флейта падает рядом с домом Гнома. Тот решает выяснить, откуда она взялась и отправляется в путешествие через космос. Он идет от планеты к планете и встречает множество созданий, которым он помогает с их проблемами. По пути Гном узнает, что флейта принадлежит монахам, которые использовали свои магические силы для циркуляции пространства. Однако позже один из монахов отворачивается от остальных и создаёт механического дракона, чтобы сеять хаос на других планетах. Гном в конце концов добирается до планеты монахов и возрождает механического рыцаря, который затем убивает дракона. После победы над злым монахом в космосе вновь наступает естественный цикл.

## Геймплей
Геймплей Samorost 3 похож на предыдущие игры от Amanita Design. Игра не содержит ни одного диалога, только систему «облачков с мыслями». Игрок управляет маленьким гномом в белой пижаме. Он может исследовать окружение, решать головоломки и собирать предметы, необходимые для преодоления препятствий, которые встречаются на пути. Он также может общаться с существами, которых он встречает во время своего путешествия, и помогать им, на что они также могут помочь главному герою в решении некоторых проблем.
В игре присутствует руководство, которое может быть доступно в любое время, если игрок застревает, однако для его открытия нужно пройти мини-игру.
Прохождение игры представляется не в письменной или устной форме, а вместо этого являет собой целой серию набросков с описанием головоломки и её решения.

## Разработка и выпуск
Samorost 3 на момент выпуска считалась самым амбициозным и сложным проектом студии Amanita Design и является продолжением двух предыдущих игр от студии — Samorost и Samorost 2. Первая игра серии вышла в 2003 году в виде бесплатной браузерной флеш-игры, которая была дипломным университетским проектом основателя Amanita — Якуба Дворски. Работа над Samorost 3 велась пять лет. Разработчики хотели уделить особое внимание взаимодействию с окружающим пространством, чтобы игра не представляла собой примитивный «point-and-click», где игроку надо решать головоломки и продвигаться дальше. Разработчики хотели уделить особое внимание взаимодействиям с окружающим миром, где игрок может найти множество сюрпризов для себя, даже при попытке повторного прохождения игры. Например после завершения основного сюжетного квеста, игрок может дальше путешествовать по локациям и найти новые скрытые достижения.
Разработчики черпали вдохновение из  чешских и русских художественных анимационных фильмов, чешских режиссеров, таких как Карел Земан, Ян Шванкмайер, Иржи Барта и Бретислав Пояр. Ещё одним источником вдохновения стали фильмы российского аниматора Юрия Норштейна. Дворски, автор идеи, заметил, что ему всегда нравилось, как чешские аниматоры никогда не боялись эксперемнтировать со смешением разных мультипликационных стилейː «Они использовали вырезанную анимацию, кукольную анимацию, пикселизацию, карикатуру и классические движущиеся картинки, объединённые общим художественным видением». Дворски заметил, что хотел видеть в игре абстрактную музыку, тихую, чтобы она не мешала звуковым эффектам в игре. С другой стороны некоторые моменты в игре должны быть отличительными и выразительными, чтобы оказать большее эмоциональное влияние на игрока, который открывает для себя новую красивую локацию, достигает чего либо, или видит драматические моменты.
Игра состоит из 45 экранов, которые менялись несколько раз в процессе разработки. Ещё одной важной частью является развитие звукозаписи. Она была создана Барой Кратохвиловой и Милошом Дворачеком, которые делали странные шумы в микрофонах. Музыка к игре была написана Томашем «Floex» Дворжаком — молодым чешским музыкантом, композитором, художником и графическим дизайнером. Им же посредством использования различных инструментов были созданы другие необходимые звуки.
Samorost 3 была выпущена 24 марта 2016 года в Steam.

## Приём
| Сводный рейтинг       | Сводный рейтинг |
| Агрегатор             | Оценка          |
| --------------------- | --------------- |
| GameRankings          | 77,31 %         |
| Metacritic            | 80 %            |
| «Критиканство»        | 93 %            |
| Иноязычные издания    |                 |
| Издание               | Оценка          |
| Destructoid           | 8/10            |
| GameSpot              | 7/10            |
| PC Gamer (US)         | 87 %            |
| Kill Screen           | 85 %            |
| Русскоязычные издания |                 |
| Издание               | Оценка          |
| «IGN Россия»          | 85 %            |

Samorost 3 в целом была хорошо принята критиками. Игра в настоящее время имеет рейтинг 80 % на Metacritic.
Олег Зайцев с сайта IGN Russia похвалил игру, заметив, как разработчики досконально проработали окружающий мир игры, который хочется разглядеть внимательнее и оставили в самых неожиданных местах пасхалки. Квесты в игре устроены так, чтобы их не сразу разгадывали, а изучали окружающее пространство. Тем не менее головоломки бывают не простыми и зачастую вырванными из контекста, вынуждая игрока отчаянно щёлкать по окружению. Некоторые загадки по мнению критика – настоящие маленькие шедевры, но некоторые задания не столь интуитивны. Тем не менее игрок всегда имеет доступ к подсказкам. Зайцев заметил, что людям, попробовавшим такие игры, как Machinarium и Botanicula, Samorost 3 определённо принесёт удовольствие.

## Продажи
Летом 2018 года, благодаря уязвимости в защите Steam Web API, стало известно, что точное количество пользователей сервиса Steam, которые играли в игру хотя бы один раз, составляет 114 359 человек.